# Funcție trigonometrică

Toate funcţiile trigonometrice ale unui unghi θ pot fi construite geometric in jurul unui cerc unitate cu centrul în O.

În matematică, prin funcții trigonometrice se înțeleg niște funcții ale unui unghi oarecare. Ele se folosesc la studierea triunghiurilor și reprezentarea unor fenomene periodice, printre multe altele. Ele sunt definite ca rapoarte între anumite laturi ale triunghiului dreptunghic în funcție de un unghi al acestuia, și pot fi, echivalent, definite ca lungimi ale diferitelor segmente de dreaptă construite în jurul unui cerc unitate. Unele definiții mai moderne le exprimă sub formă de serii infinite sau ca soluții ale unor ecuații diferențiale, permițând extinderea lor la valori pozitive și negative și chiar la numere complexe.
Studiul funcțiilor trigonometrice datează din vremurile babiloniene, și o muncă considerabilă a fost depusă în domeniul lor de către matematicienii greci și persani, în antichitate.
Utilizarea modernă a funcțiilor trigonometrice constă din șase funcții trigonometrice considerate de bază, tabelate mai jos împreună cu egalitățile care le leagă una de alta. Mai ales în cazul ultimelor patru, aceste relații sunt adesea considerate definiții ale acestor funcții, dar pot fi definite la fel de bine și geometric sau prin alte mijloace, definiții din care se pot deduce aceste relații. Exprimarea funcțiilor trigonometrice prin funcții exponențiale (bazate pe formula lui Euler) cu valori de intrare numere reale și valori de ieșire numere complexe permite simplificarea trigonometriei prin reducere la algebra funcțiilor exponențiale și logaritmice.
Câteva funcții derivate ale acestora au fost utilizate de-a lungul istoriei (și au apărut în unele tabele vechi), dar în zilele noastre sunt rar folosite, astfel de exemple fiind funcția versinus (1 − cos θ) și funcția exsecantă (sec θ − 1).
| Funcție    | Abreviere   | Relație |
| Sinus      | sin         | {\displaystyle \sin \theta =\cos \left({\frac {\pi }{2}}-\theta \right)\,}                                                                |
| Cosinus    | cos         | {\displaystyle \cos \theta =\sin \left({\frac {\pi }{2}}-\theta \right)\,}                                                                |
| Tangentă   | tg / tan    | {\displaystyle \tan \theta ={\frac {1}{\cot \theta }}={\frac {\sin \theta }{\cos \theta }}=\cot \left({\frac {\pi }{2}}-\theta \right)\,} |
| Cotangentă | ctg / cot   | {\displaystyle \cot \theta ={\frac {1}{\tan \theta }}={\frac {\cos \theta }{\sin \theta }}=\tan \left({\frac {\pi }{2}}-\theta \right)\,} |
| Secantă    | sec         | {\displaystyle \sec \theta ={\frac {1}{\cos \theta }}=\csc \left({\frac {\pi }{2}}-\theta \right)\,}                                      |
| Cosecantă  | cosec / csc | {\displaystyle \csc \theta ={\frac {1}{\sin \theta }}=\sec \left({\frac {\pi }{2}}-\theta \right)\,}                                      |